# Bexley (Ohio)
Bexley è un comune degli Stati Uniti d'America, situato nello stato dell'Ohio, nella contea di Franklin.